# Roda JC Kerkrade
Die Sportvereniging Roda Juliana Combinatie Kerkrade (bis August 2010 nur Roda JC) ist ein Fußballverein aus der Gemeinde Kerkrade in den Niederlanden (im Süden der Provinz Limburg), dessen erste Mannschaft in der Saison 2023/24 in der Eerste Divisie, der zweithöchsten niederländischen Fußballliga, spielt.

## Allgemeines
Die Vereinsfarben des Klubs sind gelb und schwarz. Das Heimtrikot der Saison 2009/10 ist vollständig in gelb gehalten. Auch die Stutzen haben gelb als dominante Farben. Die Hose ist komplett schwarz. Die Auswärtskleidung ist von Trikot über Hose und Stutzen in einem hellen Blau gehalten.

## Geschichte
| Saison                                                                              | Platz   |
| ----------------------------------------------------------------------------------- | ------- |
| 1962/63                                                                             | 16      |
| 1963/64                                                                             | 3       |
| 1964/65                                                                             | 4       |
| 1965/66                                                                             | 5       |
| 1966/67                                                                             | 4       |
| 1967/68                                                                             | 5       |
| 1968/69                                                                             | 4       |
| 1969/70                                                                             | 9       |
| 1970/71                                                                             | 5       |
| 1971/72                                                                             | 4       |
| 1972/73                                                                             | 1       |
| 1973/74                                                                             | 15      |
| 1974/75                                                                             | 8       |
| 1975/76                                                                             | 8       |
| 1976/77                                                                             | 5       |
| 1977/78                                                                             | 6       |
| 1978/79                                                                             | 5       |
| 1979/80                                                                             | 7       |
| 1980/81                                                                             | 11      |
| 1981/82                                                                             | 8       |
| 1982/83                                                                             | 6       |
| 1983/84                                                                             | 9       |
| 1984/85                                                                             | 11      |
| 1985/86                                                                             | 5       |
| 1986/87                                                                             | 4       |
| 1987/88                                                                             | 15      |
| 1988/89                                                                             | 5       |
| 1989/90                                                                             | 5       |
| 1990/91                                                                             | 10      |
| 1991/92                                                                             | 9       |
| 1992/93                                                                             | 11      |
| 1993/94                                                                             | 6       |
| 1994/95                                                                             | 2       |
| 1995/96                                                                             | 4       |
| 1996/97                                                                             | 6       |
| 1997/98                                                                             | 14 (P.) |
| 1998/99                                                                             | 5       |
| 1999/2000                                                                           | 8 (P.)  |
| 2000/01                                                                             | 4       |
| 2001/02                                                                             | 7       |
| 2002/03                                                                             | 13      |
| 2003/04                                                                             | 6       |
| 2004/05                                                                             | 6       |
| 2005/06                                                                             | 8       |
| 2006/07                                                                             | 8       |
| 2007/08                                                                             | 9       |
| 2008/09                                                                             | 16      |
| 2009/10                                                                             | 9       |
| 2010/11                                                                             | 6       |
| 2011/12                                                                             | 10      |
| 2012/13                                                                             | 16      |
| 2013/14                                                                             | 18      |
| 2014/15                                                                             | 3       |
| 2015/16                                                                             | 14      |
| 2016/17                                                                             | 17      |
| 2017/18                                                                             | 16      |
| 2018/19                                                                             | 13      |
| 2019/20                                                                             | 17      |
| 2020/21                                                                             | 8       |
| 2021/22                                                                             | 5       |
| 2022/23                                                                             | 15      |
| 2023/24                                                                             | 3       |
| P = KNVB-Pokalsieger weiß = Eredivisie beige = Eerste Divisie grün = Tweede Divisie |         |

### Vor 1962: Fusionsgeschichte

Fusionsgeschichte von Roda
(Grafische Darstellung)

Der heutige Verein basiert auf der Fusion mehrerer regionaler Klubs. Der älteste dieser, Juliana, entstand bereits im Jahre 1910. Die Vereine SV Bleijerheide (1914), SV Kerkrade (1924) und Rapid '54 (1954) gründeten sich erst später. 1954 fusionierten SV Bleijerheide und der SV Kerkrade zu Roda Sport. Noch im gleichen Jahr schlossen sich auch Juliana sowie Rapid '54 zusammen und nannten sich fortan Rapid JC. Letzterer sollte in den nächsten Jahren der erfolgreichere werden. 1955/56 gewann das Team die niederländische Meisterschaft, 1958/59 erreichte man den zweiten Platz. In einem Abkommen vom 27. Juni 1962 entschieden die Vorstände von Rapid JC und Roda Sport zur gemeinsamen Fusionierung zu Roda JC.

### 1962–1989: Entwicklung und Etablierung in der ersten Liga
Der vollständige Name des Klubs lautete ab Gründung Sport Vereniging Roda Juliana Combinatie. Roda ist ein Verweis auf die Region (Kerkrade, Herzogenrath); JC ist die Abkürzung für Juliana Combinatie (S.V. & A.V. Juliana war einer der Vorgängervereine aus dem heutigen Stadtteil Spekholzerheide, wohl benannt nach der ein Jahr vor seiner Gründung geborenen Thronfolgerin; Combinatie steht für Fusionsverein).
Der Klub begann sein erstes Jahr in der zweiten Liga (1e divisie). Doch bereits zum Ende der Saison stieg man in die 2e divisie ab. Bis 1971 kämpft man um den Wiederaufstieg. Abgesehen von 1969/70, als die Mannschaft nur Neunter wurde, stand der Klub in der dritten Liga immer unter den fünf besten Teams. 1970/71 war man dann wieder eine Klasse höher vertreten und erreichte einen respektvollen vierten Platz. Im Folgejahr steigerte sich das Team nochmal und am Ende stand keine andere Mannschaft mehr vor den Kerkradern. Dies bedeutete zudem den Aufstieg in die erste niederländische Liga. Im ersten Jahr hielt der Verein nur knapp die Klasse. Mit 22 Punkten aus 34 Spielen hat das Team nur einen Punkt Vorsprung auf die beiden Absteiger FC Groningen und NEC Nijmegen. In den Jahren darauf etablierte sich Roda JC und erreichte oft einstellige Tabellenplätze. Am 7. April 1976 stand die Mannschaft erstmals im Finale um den KNVB-Pokal. Dort musste man sich dem PSV Eindhoven mit 0:1 geschlagen geben. 1977 und 1979 erreichte die Mannschaft jeweils den fünften Rang. Dies sollte bis 1986 die beste Platzierung der Kerkrader sein. Obwohl drei bzw. fünf Punkte weniger als 1977 und 1979, reichte es 1986/87 sogar zu Platz vier in der Liga. Außerdem erreichte Roda zum zweiten Mal das Finale um den nationalen Pokal. Man konnte zwar zwei Treffer erzielen, verlor aber erneut gegen den PSV Eindhoven mit 2:3. Trotzdem qualifizierte man sich dadurch zum zweiten Mal nach 1977 für den Europapokal der Pokalsieger. In der ersten und zweiten Runde setzte man sich erst gegen portugiesischen Klub Vitória Guimarães und dann gegen den sowjetischen Vertreter Metalist Charkiw durch. Im Viertelfinale schied die Mannschaft dann erst nach Elfmeterschießen gegen das bulgarische Team ZSKA Sofia aus.

### 1990–2002: Erfolgreichste Zeit
1992 wollte die Mannschaft im erneuten Endspiel um den KNVB-Pokal endlich die Trophäe gewinnen. Doch auch dieses Mal hatte man das Nachsehen und musste mit 0:3 gegen Feyenoord Rotterdam als Verlierer nach Hause fahren. 1994/95 feierte die Mannschaft den bis dahin größten Erfolg, als man hinter Ajax Amsterdam den zweiten Rang einnahm. Mit sechzehn Treffern steuerte Stürmer Maurice Graef einen erheblichen Anteil am Erfolg bei. Mit nur achtundzwanzig Gegentreffern hatte man genauso viele wie der spätere Meister, und mit 70 selber erzielten Toren waren die Kerkrader Angreifer drittbeste der Liga. Nur 1985/86 schossen die Schwarz-Gelben-Stürmer mehr Tore (76), weniger Gegentore kassierte man aber nie.
Nach dem Aus in der 1. Runde im UEFA-Pokal gegen den FC Schalke 04 mit 0:3 und 2:2 wechselte Erfolgstrainer Huub Stevens Anfang Oktober 1996 zu den Gelsenkirchnern, mit denen er 1997 UEFA-Pokal-Sieger gegen Inter Mailand wurde.
Bereits 1990/91 war Roda JC bei der ersten UEFA-Cup-Teilnahme in der ersten Runde ausgeschieden.
Am 8. Mai 1997 war der SC Heerenveen Gegner beim erneuten Einzug ins Finale um den niederländischen Pokal. Mit 4:2 setzte man sich erstmals durch und konnte den ersten nationalen Vereinstitel in der Klubgeschichte feiern. Damit qualifizierte man sich nach neun Jahren wieder für den Europapokal der Pokalsieger. In der ersten Runde gab es dann gegen Hapoel Beerscheba aus Israel mit 10:0 den höchsten Sieg in einem Pflichtspiel für Kerkrade. Doch ein 0:5 im Viertelfinale gegen Vicenza Calcio bedeute zudem die höchste Niederlage in einem internationalen Wettbewerb. 1999/00 kam es im UEFA-Pokal, die Mannschaft qualifizierte sich durch Platz fünf in der Liga, zum zweiten Aufeinandertreffen mit einem deutschen Team. Wie schon gegen Schalke 1996, spielte man gegen den VfL Wolfsburg einmal Unentschieden und verlor die zweite Partie. Im nationalen Pokal lief es hingegen besser. Dort musste man erst ab dem Achtelfinale ins Turnier eingreifen und gewann diese Runde gleich gegen Ajax Amsterdam. Über den FC Utrecht und Vitesse Arnheim gelangte man ins Endspiel. Alle drei Spiele gewann Roda JC mit 1:0. Im Finale traf die Mannschaft gegen NEC Nijmegen dann doppelt und siegte mit 2:0. Es war der zweite Pokalerfolg nach 1997. Damit war man berechtigt, am UEFA-Pokal 2001/02 teilzunehmen. Mit Erfolgen über den isländischen Klub Fylkir Reykjavík, dem israelischen Team von Maccabi Tel Aviv und den Franzosen von Girondins Bordeaux musste die Mannschaft im Achtelfinale zum AC Mailand. Nach einer 0:1-Hinspielniederlage, zwang man die Italiener nach einem 1:0-Rückspielerfolg ins Elfmeterschießen. Dort hatten die Kerkrader Spieler das Nachsehen und unterlagen mit 2:3.

### 2003–heute: Aktuelle Entwicklung
Seither blieben nennenswerte Erfolge aus. 2008 war die Mannschaft wieder im Endspiel des KNVB-Pokal, verlor dort aber gegen Feyenoord Rotterdam mit 0:2. Für einen internationalen Wettbewerb (außer Intertoto-Cup) qualifizierte sich Roda seit 2001 nicht mehr. Zur Saison 2008/09 erreichte man nur den 16. Tabellenrang und musste somit in die Relegationsphase. Während man in der Hinrunde noch fünf Spiele gewinnen konnte, reichte es in der Rückrunde nur noch zu zwei Siegen. Trotzdem konnte man den Abstieg noch abwenden. Mit Beginn der neuen Spielzeit kämpfte der Klub erneut um den Klassenerhalt in der Liga, konnte sich jedoch in der Rückrunde stabilisieren und erreichte letztlich den neunten Platz. Zur Saison 2010/11 erhielt der in finanziellen Schwierigkeiten steckende Verein gegen eine 37-prozentige Beteiligung am Parkstad Limburg Stadion ein Darlehen der Stadt; im Gegenzug fügte der Klub dem Vereinsnamen den Namen der Stadt zu und heißt seither offiziell nicht mehr nur Roda JC, sondern Roda JC Kerkrade. Die Mannschaft konnte sich während der folgenden Spielzeit wieder in der ersten Tabellenhälfte etablieren. War es während der Saison 2014/15 nur ein kurzfristiger Abstieg in die Zweitklassigkeit, so spielt der Verein seit 2018 dauerhaft dort.

#### Fusionspläne
Eine seit Jahren diskutierte Fusion mit Fortuna Sittard wurde zwar Anfang April 2009 von einer gemeinsamen Kommission der beiden Vereine beschlossen, jedoch wenige Tage später wieder verworfen. Der Name des neuen Vereins sollte Sporting Limburg sein. Die Provinz Limburg befand aufgrund der finanziellen Schwierigkeiten beider Vereine jedoch das Risiko, 6,5 Millionen Euro in den neuen Fusionsverein zu stecken, als zu hoch. Damit waren die finanziellen Planungen für Sporting Limburg zu Makulatur geworden. Beide Vereine wollten nach der Entscheidung versuchen, eigenständig weiter zu bestehen. An diesem Vorhaben scheiterte zudem der damalige Präsident Servé Kuijer, der den Verein seit 2000 führte. Fans und Anhänger zwangen ihn wegen des geplanten Zusammenschlusses zu einem Rücktritt.

## Wissenswertes

### Weiteres
- Begünstigt durch die geografische Nähe, bestehen sowohl auf Vereins- als auch auf Fanebene intensive und freundschaftliche Kontakte zum deutschen Profiklub Alemannia Aachen. Außerdem haben beide Vereine die gleichen Vereinsfarben.
- Größte Rivalen im südlimburgischen Einzugsgebiet sind der MVV Maastricht und Fortuna Sittard.

## Roda-Anhänger
Die Fans und Anhänger von Roda Kerkrade standen in den Anfangsjahren in engem Kontakt zum Verein und zum Team. Dies resultierte aus dem Grund, da am ehemaligen Stadion Kaalheide weder Feld noch Wechselkabinen eingezäunt waren. Erst in den 1970er Jahren erfolgte die Einfriedung des Geländes. Den fanatischen Anhängern richtete man in der Nordkurve eine überdachte Tribüne ein. Die Vermischung zwischen Spieler, Vorstand und Mannschaft war aber noch immer möglich.
Seit dem Umzug ins Parkstad Limburg Stadion befindet sich eine Fangerade direkt hinter dem Nordtor. Die Sicherheit wurde erhöht und größerer Abstand zum Feld und Spielern aufgebaut. Dadurch verschärfte sich das Verhältnis zwischen Klubführung und Anhängern. Zur Überspannung kam es durch eine geplante Fusion (siehe oben) im Jahre 2009 mit dem Rivalen Fortuna Sittard. Diese sollte neue finanzielle Möglichkeiten bieten, da der Verein wirtschaftliche Probleme hatte. Unter Androhung von Gewalt traten einige Vorstandsmitglieder zurück. Andere Fans richteten eine Institution namens Hart voor Roda organiseert (Stiftung: Herz für Roda) ein, um den Verein zu unterstützen. Mit Hilfe von Events und Veranstaltungen wird vor allem Geld für den Klub gesammelt.
Weitere Fanprojekte sind:
- Supportersvereniging Roda JC
- Fanproject 1998
- West Side Ultras

## Stadion

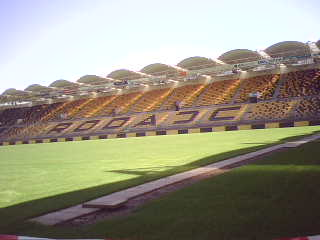
Tribünenansicht

Roda JC spielt seit August 2000 seine Heimspiele im Parkstad Limburg Stadion in der Gemeinde Kerkrade, das fast 20.000 Zuschauer fasst. Erbaut wurde es zwischen 1999 und 2000. Roda Kerkrade weihte das Stadion am 15. August 2000 in einem Freundschaftsspiel gegen die Mannschaft von Real Saragossa ein.
Bis einschließlich der Saison 1999/00 war der Sportpark Kaalheide, ebenfalls in Kerkrade-Kaalheide, Heimstatt von Roda.

## Erfolge
Der Vorgängerverein Rapid JC Heerlen war 1956 niederländischer Meister und der erste Titelträger, der für den niederländischen Verband am Europapokal der Landesmeister teilnahm. Den Amstel Cup, den ehemaligen KNVB-Pokal, gewann Roda JC 1997 und 2000.
- Niederländischer Meister: 1956 (Vorgängerverein: Rapid JC)
- KNVB-Pokal: 1997, 2000

## Kader der Saison 2025/26
Stand: 5. August 2025
| Nr. |             | Position | Name                 |
| --- | ----------- | -------- | -------------------- |
| 1   | Deutschland | TW       | Justin Treichel      |
| 2   | Niederlande | AB       | Juul Timmermans      |
| 3   | Niederlande | AB       | Marco Tol            |
| 4   | Australien  | MF       | Joshua Nisbet        |
| 5   | Niederlande | AB       | Koen Jansen          |
| 6   | Niederlande | MF       | Mitchel Paulissen    |
| 7   | Niederlande | ST       | Cain Seedorf         |
| 8   | Deutschland | AB       | Joey Müller          |
| 9   | Curaçao     | ST       | Anthony van den Hurk |
| 10  | Deutschland | MF       | Joshua Schwirten     |
| 11  | Niederlande | ST       | Iman Griffith        |
| 14  | Niederlande | MF       | Michael Breij        |

| Nr. |             | Position | Name                 |
| --- | ----------- | -------- | -------------------- |
| 15  | Belgien     | AB       | Lucas Beerten        |
| 16  | Schweden    | ST       | Jack Cooper-Love     |
| 18  | Deutschland | AB       | Tim Köther           |
| 20  | Niederlande | MF       | Ryan Leijten         |
| 21  | Deutschland | TW       | Ben Zich             |
| 22  | Niederlande | AB       | Jay Kruiver          |
| 23  | Niederlande | TW       | Jordy Steins         |
| 26  | Marokko     | AB       | Reda El Meliani      |
| 28  | Danemark    | AB       | Jonathan Foss        |
| 30  | Belgien     | TW       | Casper Van Hemelryck |
| 33  | Belgien     | AB       | Dario Van den Buijs  |

## Bekannte ehemalige Spieler
(Auswahl)
- Dick Advocaat (Ehemaliger Trainer u. a. von Borussia Mönchengladbach)
- Tijani Babangida (Ehemaliger nigerianischer Nationalspieler)
- Simon Cziommer (Ehemaliger Spieler von FC Schalke 04)
- Gregoor van Dijk (Zwischen 2001 und 2006 130 Ligaspiele für Roda Kerkrade)
- Marco van Hoogdalem (Ehemaliger Spieler von FC Schalke 04)
- Peter van Houdt (Ehemaliger Spieler von Borussia Mönchengladbach und MSV Duisburg)
- Jan Jongbloed (Ehemaliger niederländischer Nationalspieler)
- Zeljko Kalac (Ehemaliger australischer Nationalspieler)
- Johan de Kock (Ehemaliger niederländischer Nationalspieler und FC Schalke 04)
- Arouna Koné (Aktueller ivorischer Nationalspieler)
- Eric van der Luer (Ehemaliger niederländischer Nationalspieler)
- Dick Nanninga (Ehemaliger niederländischer Nationalspieler)
- Andres Oper (Ehemaliger estnischer Nationalspieler; Estnischer Fußballer des Jahres 1999, 2002, 2005)
- Ger Senden (Zwischen 1989 und 2008 über 400 Ligaspiele für Roda Kerkrade)
- Wilbert Suvrijn (Ehemaliger niederländischer Nationalspieler)
- Erwin Vanderbroeck (Ehemaliger Spieler von Alemannia Aachen)
- Alexander Voigt (Ehemaliger Spieler von 1. FC Köln, Borussia Mönchengladbach u. a.)
- Ronald Waterreus (Ehemaliger niederländischer Nationalspieler)

## Trainer

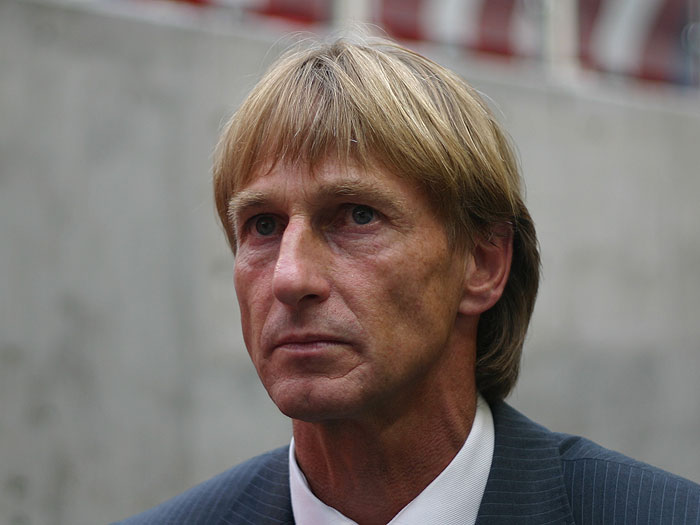
Adrie Koster (1991–1993)

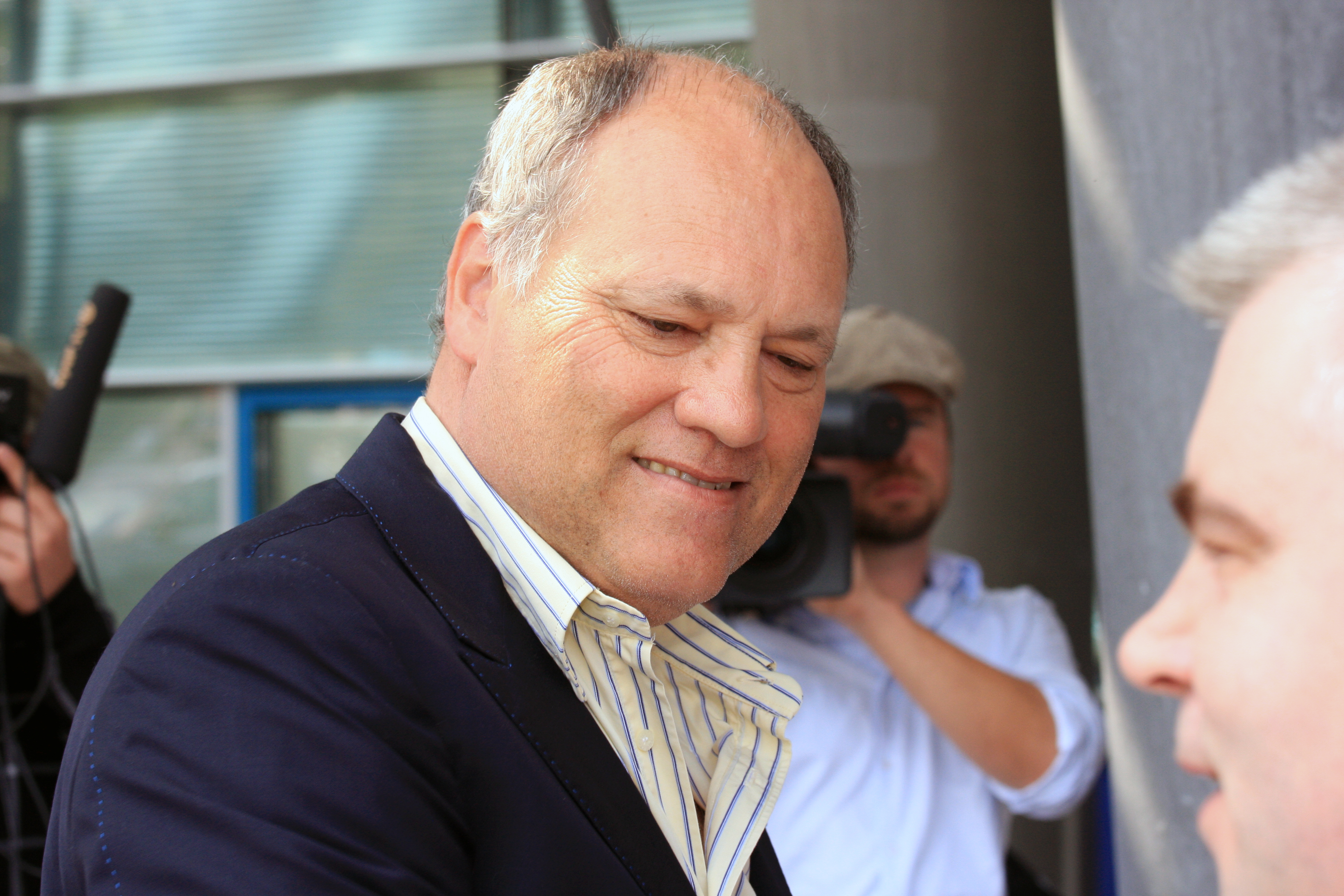
Martin Jol (1996–1998)

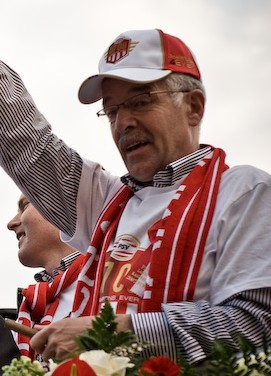
Sef Vergoossen (1998–2001)

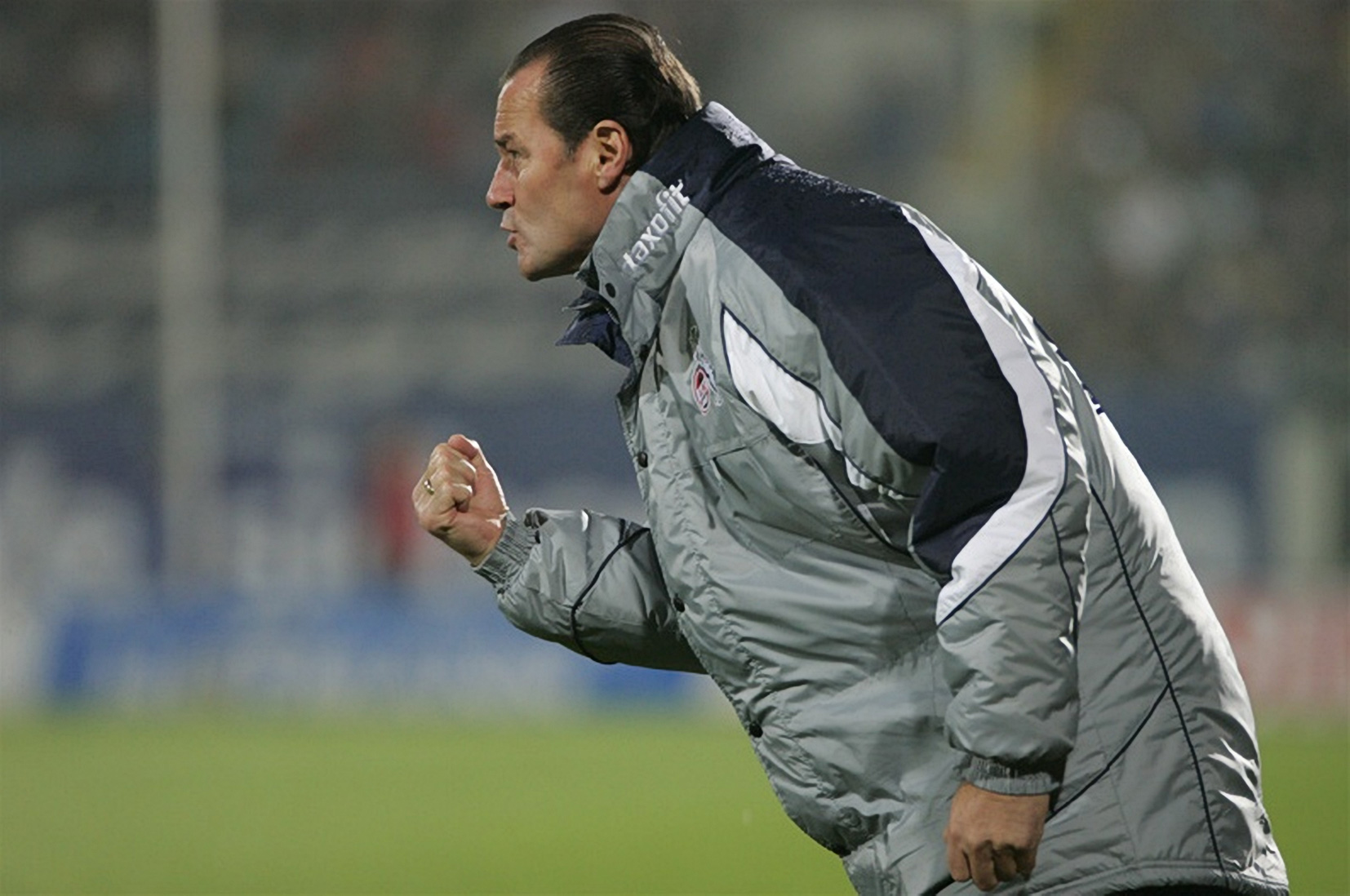
Huub Stevens (1993–1996; 2005–2007)

(unvollständig)
| Name des Trainers  | Zeitraum        |
| ------------------ | --------------- |
| Thomas Barthel     | 1962–1963       |
| Michael Pfeiffer   | 1963–1965       |
| Wiel Coerver       | 1965–1966       |
| Adam Fischer       | 1966–1968       |
| Willibert Weth     | 1968–12/1969    |
| Breur Weyzen       | 12/1969–1971    |
| Jacques Koole      | 1971–11/1972    |
| Hennie Hollink     | 1972–2/1974     |
| Fritz Pliska       | 2/1974–6/1974   |
| Bert Jacobs        | 1974–1980       |
| Piet de Visser     | 1980–1983       |
| Hans Eijkenbroek   | 1984–11/1984    |
| Gène Gerards       | 11/1984         |
| Frans Körver       | 12/1984–1986    |
| Rob Baan           | 1986–10/1987    |
| Rob Jacobs         | 10/1987–1988    |
| Jan Reker          | 1988–1991       |
| Adrie Koster       | 1991–3/1993     |
| Huub Stevens       | 3/1993–10/1996  |
| Eddy Achterberg    | 10/1996–11/1996 |
| Martin Jol         | 11/1996–3/1998  |
| Theo Vonk          | 3/1998–6/1998   |
| Sef Vergoossen     | 1998–2001       |
| Jan van Dijk       | 2001–9/2001     |
| Georges Leekens    | 9/2001–2002     |
| Wiljan Vloet       | 2002–2005       |
| Huub Stevens       | 2005–2/2007     |
| Raymond Atteveld   | 2/2007–10/2008  |
| Martin Koopman     | 10/2008–11/2008 |
| Harm van Veldhoven | 11/2008–6/2012  |
| Ruud Brood         | 7/2012–12/2013  |
| Jon Dahl Tomasson  | 1/2014–5/2014   |
| René Trost         | 6/2014–4/2015   |
| Darije Kalezić     | 6/2015–5/2016   |
| Yannis Anastasiou  | 6/2016–5/2017   |
| Robert Molenaar    | 6/2017–3/2019   |
| Jean-Paul de Jong  | 5/2019–2/2020   |
| René Trost         | 3/2020–6/2020   |
| Jurgen Streppel    | 7/2020–12/2022  |
| Edwin de Graaf     | 1/2023–6/2023   |
| Bas Sibum          | 6/2023–         |

## Präsidenten
(unvollständig)
| Name des Präsidenten | Zeitraum      |
| -------------------- | ------------- |
| Servé Kuijer         | 2000–12/2008  |
| Olaf van Eijndhoven  | 2009          |
| Harm Wiertz          | 5/2015–5/2017 |

## Weitere Teams

### Frauenmannschaft
Eigens für die ein Jahr zuvor neu gegründete Eredivisie für Frauen gründete der Verein am 1. März 2008 eine Damenmannschaft. Erster Trainer wurde der ehemalige Profispieler René Eijer. Am 20. Juli 2008 absolvierte die Mannschaft erstmals eine Partie. Gegner war ein männliches B-Junioren-Team der The Star RKSV. Die Roda-Frauen unterlagen mit 0:4. Drei Tage später, am 28. Juli, feierte das Team im ersten internationalen sowie ersten Spiel gegen eine andere Damenmannschaft einen 3:2-Sieg gegen den deutschen Vertreter FC Teutonia Weiden. Am 23. August 2008 bestritten die Kerkraderinnen ihr erstes Pflichtspiel. Im Punktspiel gegen die Damen von ADO Den Haag trennte man sich 2:2-Unentschieden. Mit nur einem Sieg und vier Unentschieden aus 24 Spielen endete die Saison 2008/09 auf dem letzten Tabellenrang. Da dem Klub zudem drei Minuspunkte berechnet wurden, standen nur vier Punkte auf dem Konto. Mit 22:65 Toren hatte das Team die wenigsten Treffer erzielte sowie die meisten Gegentore erhalten. Beste Schützen mit je vier Toren waren Stephanie Harmsen und Shirley Kocacinar. Am 5. Mai 2009 gab der Vorstand bekannt, das Frauenteam aus finanziellen Gründen wieder aufzulösen. Außerdem sah man sich nicht in der Lage, eine wettbewerbsfähige Mannschaft aufstellen zu können.

### Nachwuchsmannschaften
Neben der Jong Roda JC werden Nachwuchsfußballer von der E bis zur A-Jugend betreut.